# Snopes
Snopes, früher bekannt als Urban Legends Reference Pages, ist eine Website zur Faktenüberprüfung. Sie wird als „angesehene Referenz zum Aussortieren von Mythen und Gerüchten“ im Internet beschrieben und dient als Quelle zum Validieren und Entlarven von Urbanen Legenden und ähnlichen Geschichten in der amerikanischen Populärkultur.

## Geschichte

### 1990er Jahre
1994 erstellten David und Barbara Mikkelson eine Website zum Thema urbane Folklore, aus der die frühe Online-Enzyklopädie Snopes.com entstand. Sie präsentierte anfangs hauptsächlich Suchergebnisse von Benutzerdiskussionen, die zunächst auf den Beiträgen der Nutzer zur Usenet-Newsgroup alt.folklore.urban (AFU) basierten, in der sie aktiv waren. Die Seite wuchs und deckte ein breites Themenspektrum ab und wurde zu einer Quelle, an die sich Internetnutzer mit Bilder und Geschichten von fragwürdigem Wahrheitsgehalt wendeten. Laut den Mikkelsons existierte „Snopes“ schon vor dem Suchmaschinen-Konzept der Faktenprüfung über Suchergebnisse. David Mikkelson hatte ursprünglich in AFU den Benutzernamen „Snopes“ angenommen (der Name einer Familie in den Werken von William Faulkner).

### 2000er Jahre
Im Jahr 2002 war die Seite so bekannt geworden, dass ein Pilotfilm von Drehbuchautor und Regisseur Michael Levine mit dem Titel „Snopes: Urban Legends“ mit dem amerikanischen Schauspieler Jim Davidson als Moderator fertiggestellt wurde. Der Film wurde jedoch in keinem der größeren Sendern ausgestrahlt.

### 2010er Jahre
Bis 2010 verzeichnete die Website durchschnittlich sieben bis acht Millionen Besucher pro Monat. Mitte 2014 gab Barbara Mikkelson an, „seit mehreren Jahren“ nicht mehr für Snopes geschrieben zu haben, sodass David Mikkelson Benutzer aus dem Message Board von „Snopes.com“ einstellte, um ihn bei der Verwaltung der Website zu unterstützen. Die Mikkelsons ließen sich etwa zu dieser Zeit scheiden. Die Unternehmer Christopher Richmond und Drew Schoentrup wurden im Juli 2016 mit dem Kauf des Anteils von Barbara Mikkelson durch das Internet-Medienmanagementunternehmen Proper Media Teilhaber der Website.
Am 9. März 2017 kündigte David Mikkelson den Maklervertrag mit Proper Media, dem Unternehmen, das „Snopes“ auch bei der Webentwicklung, dem Hosting und der Werbesuche unterstützte. Dieser Schritt veranlasste Proper Media, die Auszahlung von Werbeeinnahmen einzustellen und im Mai Klage einzureichen. Ende Juni startete Bardav – das 2003 von David und Barbara Mikkelson gegründete Unternehmen, das snopes.com betreibt – eine GoFundMe-Kampagne, um Geld für den Fortbestand des Unternehmens zu sammeln. Innerhalb von 24 Stunden sammelten sie 500.000 US-Dollar. Im August ordnete ein Richter an, dass Proper Media die Werbeeinnahmen an Bardav auszahlen müsse, solange der Fall noch anhängig sei. Im Juli 2018 kündigte Snopes den Vertrag mit Chefredakteurin Brooke Binkowski ohne Angabe von Gründen. Als ihr Snopes-Mitbegründer und CEO David Mikkelson die Kündigung bestätigte, war die Situation noch immer nicht klar.
Anfang 2019 gab Snopes bekannt, dass es die Website OnTheIssues.org übernommen habe und intensiv an der Modernisierung ihrer umfangreichen Archive arbeite. OnTheIssues ist eine Website, die alle relevanten Informationen vorlegen und bewerten soll, wie stark eine Position unterstützt oder ablehnt wird, um Wählern verlässliche Informationen über die politischen Positionen verschiedener Kandidaten und Parteien zu liefern.
In den Jahren 2018 und 2019 überprüfte Snopes mehrere Artikel der satirischen Website The Babylon Bee und stufte sie als „falsch“ ein. Facebook verzeichnete daraufhin auf veröffentlichte Artikeln Warnhinweise für Links auf diese Website. Snopes führte daraufhin eine neue Bewertung namens „Als Satire gekennzeichnet“ ein, um satirische Beiträge zu kennzeichnen.
2019 war Snopes erneut in Rechtsstreitigkeiten mit Proper Media verwickelt. Ein Gerichtsverfahren war für Frühjahr 2020 geplant. Zu diesem Zeitpunkt war Proper Media durch den Erwerb der Hälfte der Anteile von Barbara Mikkelson Miteigentümer von Bardav geworden und beabsichtigte, Snopes für sein eigenes Medienportfolio vollständig zu übernehmen. Der Schritt scheiterte, da David Mikkelson nicht die Absicht hatte, seinen Anteil zu verkaufen.

### 2020er Jahre

#### COVID-19-Pandemie und Fehlinformationen
Als die COVID-19-Pandemie im Jahr 2020 begann, versuchten viele Menschen sich über das Coronavirus zu informieren und Trost, Sicherheit oder Hoffnung auf eine Heilung für das Coronavirus zu finden. Um dort nicht den vielen Fehlinformationen im Internet zu erliegen, bietet Snopes rund 230 COVID-bezogene Faktencheck-Artikel.

#### Plagiat durch Mitbegründer David Mikkelson
Am 13. August 2021 veröffentlichte „BuzzFeed News“ eine Untersuchung des Reporters Dean Sterling Jones. Diese ergab, dass David Mikkelson, teilweise unter dem Pseudonym  „Jeff Zarronandia“, zwischen 2015 und 2019 in 54 Artikeln plagiiertes Material aus verschiedenen Nachrichtenquellen verwendet hatte, um den Webverkehr zu erhöhen. Die BuzzFeed-Untersuchung veranlasste Snopes, eine interne Überprüfung von Mikkelsons Artikeln einzuleiten und 60 davon noch am Tag der Veröffentlichung des BuzzFeed-Artikels zurückzuziehen. Mikkelson gab zu, mehrere schwere Urheberrechtsverletzungen begangen zu haben und entschuldigte sich für „schwerwiegende Fehleinschätzungen“. Während der Untersuchung wurde er von seinen redaktionellen Aufgaben suspendiert, blieb jedoch leitender Angestellter und Anteilseigner des Unternehmens.

#### Eigentümerwechsel
Am 16. September 2022 trat David Mikkelson als CEO zurück. Sein Nachfolger wurde der Aktionär und Vorstandsmitglied Chris Richmond. Richmond und Mitaktionär Drew Schoentrup erwarben gemeinsam 100 % des Unternehmens und beendeten damit den 2017 begonnenen Eigentümerstreit.

## Hauptseite
Snopes hat das Ziel, weit verbreitete urbane Legenden zu entlarven oder zu bestätigen. Auf die Website wurde in Nachrichtenmedien und anderen Websites verwiesen, darunter CNN, MSNBC, Fortune, Forbes und The New York Times. Bis März 2009 verzeichnete die Website mehr als sechs Millionen Besucher pro Monat. David Mikkelson betrieb die Website von seinem Zuhause in Tacoma, Washington.
Schon früh betonte Mikkelson den „Referenz“-Teil des Namens „Urban Legends Reference Pages“, um zu verdeutlichen, dass es nicht nur darum geht, Missverständnisse und Gerüchte zu widerlegen oder zu bestätigen, sondern auch Beweise für solche Entlarvungen und Bestätigungen zu liefern. Seiten werden in der Regel als „unbestimmt“ oder „nicht verifizierbar“ gekennzeichnet, wenn nicht genügend Beweise vorliegen, um eine bestimmte Behauptung zu stützen oder zu widerlegen.
Um die Gefahren eines übermäßigen Vertrauens in das Internet als Autorität aufzuzeigen, stellte „Snopes“ eine Reihe erfundener urbaner Folklore-Erzählungen zusammen, die es „The Repository of Lost Legends“ nannte. Der Name wurde aufgrund des Akronyms T.R.O.L.L. gewählt, einer Anspielung auf den Internet-Slang-Begriff „Troll“, der eine Online-Persona bezeichnet, die absichtlich provozieren oder aufhetzen soll.
Im Jahr 2009 überprüfte „FactCheck.org“ eine Auswahl von „Snopes“'s Reaktionen auf politische Gerüchte über George W. Bush, Sarah Palin und Barack Obama und befand sie in allen Fällen für vorurteilsfrei. Im Jahr 2012 berichtete die Florida Times-Union, dass der Urban-Legenden-Forscher von About.com ein „konsequentes Bemühen um unparteiische Analysen“ festgestellt habe. Die von Snopes zitierten Quellen und zahlreiche seriöse Analysen der Inhalte bestätigten ihre Richtigkeit. Mikkelson erklärte, dass die Website mehr Beschwerden über liberale als über konservative Voreingenommenheit erhalte, fügte aber hinzu, dass für alle politischen Legenden die gleichen Maßstäbe zur Entlarvung gelten.

## Finanzierung
2016 gab Snopes an, seine gesamten Einnahmen aus Werbung zu erzielen. Im selben Jahr erhielt die Plattform eine Förderung in Höhe von 75.000 US-Dollar von der James Randi Educational Foundation, einer Organisation, die sich mit der Widerlegung paranormaler Behauptungen befasst. 2017 sammelte die Plattform rund 700.000 US-Dollar über die Crowdfunding-Kampagne „GoFundMe“ und erhielt im Rahmen einer Faktencheck-Partnerschaft 100.000 US-Dollar von Facebook.  Snopes bietet auch eine Premium-Mitgliedschaft an, die Werbung deaktiviert.
Am 1. Februar 2019 gab Snopes bekannt, dass die Faktencheck-Partnerschaft mit Facebook beendet wurde. Snopes schloss eine zukünftige Zusammenarbeit mit Facebook nicht aus, erklärte jedoch, es müsse „mit Sicherheit festgestellt werden, dass unsere Bemühungen zur Unterstützung einer bestimmten Plattform sich positiv auf unsere Online-Community, unsere Publikation und unsere Mitarbeiter auswirken“. Snopes fügte hinzu, dass die Einnahmeverluste durch die Partnerschaft dazu führten, dass das Unternehmen „weniger Geld für Investitionen in unsere Publikation zur Verfügung hat – und wir uns anpassen müssen, um dies auszugleichen“.
Snopes veröffentlicht jährlich eine Übersicht über Ausgaben und Einnahmequellen.